# Astata boops
Espèce
Astata boops est une espèce d'insectes de l'ordre des hyménoptères, de la famille des Crabronidae.

## Description
Sa longueur varie de 10 à 12 mm environ. Les yeux du mâle se touchent au sommet de la tête et ses antennes sont nettement plus longues que celles de la femelle.

## Biologie
Les adultes sont visibles de mai à août. Les femelles creusent des terriers dans des sols sablonneux, elles chassent des punaises (hémiptères) de la famille des Pentatomidae pour approvisionner leurs larves.

## Taxonomie
Trois sous-espèces sont connues d'après BioLib (18 janv. 2015) :
- Astata boops boops (Schrank, 1781)
- Astata boops canariensis Pulawski, 1974
- Astata boops picea A. Costa, 1867.